# Robakowo (województwo wielkopolskie)
Robakowo – wieś w Polsce położona w województwie wielkopolskim, w powiecie poznańskim, w gminie Kórnik.
We wsi znajduje się Szkoła Podstawowa im. Powstańców Wielkopolskich.

## Historia
Wieś szlachecka położona była w 1580 roku w powiecie poznańskim województwa poznańskiego. W latach 1975–1998 miejscowość położona była w województwie poznańskim.